# علم الوراثة الخلوية

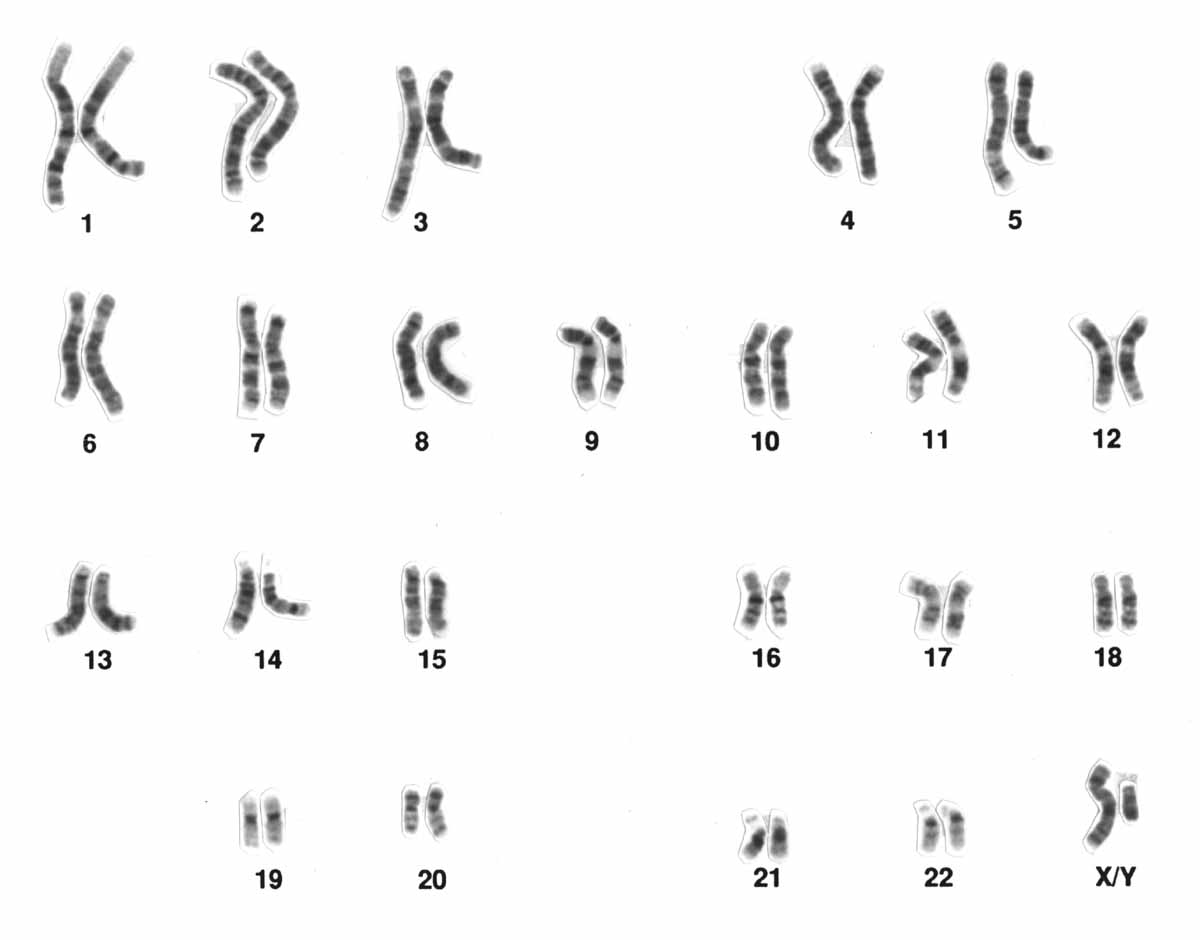
مجموعة صبغيات رجل ، عددها 46 صبغي ومن ضمنهم الصبغيين الجنسيين X و Y.

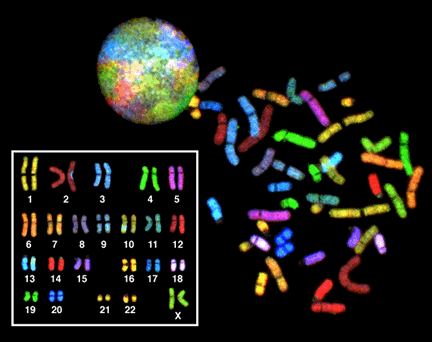
مجموعة صبغيات إمرأة. لوّنت الصبغيات بألوان بتهجين موضعي بمواد فلورية. الصبغيان الجنسيان عند المرأة هما XX

علم الوراثة الخلوية (بالإنجليزية: Cytogenetics)، هو فرع من فروع علم الوراثة يهتم بدراسة الظواهر الوراثية وكيفية ارتباط الصِبغيات بسلوك الخلية، لا سيما سلوكها أثناء الانقسام المتساو والانقسام الاختزالي دون الحاجة إلى استخراج الحمض النووي بالمَجهر الضوئي. تتضمن التقنيات المستخدمة تنميط علم النواة الخلوية، وتحليل الصبغيات G-banded ، وتقنيات النطاقات الخلوية الوراثية الأخرى، وكذلك علم الوراثة الخلوية الجزيئية مثل التهجين الموضعي المتألق (FISH) والتهجين الجينومي المقارن (CGH).

## نبذة تاريخية
لاحظ  كارل ناجيلي في عام 1842 الصبغيات أول مرة في الخلايا النباتية. فيما وَصف سلوكَهم في الخلايا الحيوانية للكائنات البرمائية (السلمندر) مكتشفُ انقسام النواة فالتر فليمينغ في عام 1882. وقد صاغ هذا الاسمَ عالم التشريح الألماني، فون فالدير عام 1888. وفي أوائل القرن العشرين جرت المرحلة التالية بعد تطور علم الوراثة، عندما اعتُرف أن مجموعة الصبغيات (علم النواة الخلوية) هي الناقلة للجينات. وقد كان ليفيتسكي أول من حدد علم النواة الخلوية لدراسة النمط الظاهري للصبغيات الجسدية، على النقيض من محتوياتها الجينية.
استغرقت الأبحاث في علم النواة الخلوية البشري سنوات عديدة لتسوية السؤال الأساسي: كم عدد الصبغيات التي تحتوي على خلية بشرية ثنائية الصبغيات الطبيعية؟ وفي عام 1912، توصل العالم هانز فون وينيوارتر إلى وجود 47 صبغيا في الخلايا المولدة للمنى و48 في الأؤوجونة، واختتم بذلك بتحديد آلية الجنس XX / XO.
في عام 1922 لم يكن عالم الحيوان الأمريكي ثيوفيلس بينتر متأكداً مما إذا كان العدد المزدوج للرجل 46 أو 48، مرجحا في البداية الرقم 46. لكنه راجع رأيه في وقت لاحق 48، مصرا على أن الرجل لديه نظام جنسي إكس إكس/ إكس واي. وبالنظر إلى تقنياتها، فقد كانت هذه النتائج مذهلة للغاية. وقد بقي عدد الكروموزومات البشرية المصرح به في الكتب العلمية 48 لأكثر من ثلاثين سنة. وقد كان جو هين تجيو الذي يعمل في مختبر ألبرت ليفان مسؤولاً عن ذلك بتقنيات جديدة لتصحيح هذا الخطأ منها:
- استخدام الخلايا في الثقافة
- المعالجة الأولية المسبقة للخلايا في محلول منخفض التوتر من أجل تضخيمها ونشر الكروموزومات
- إيقاف انقسام النواة) خلال الطور الإستوائي بمستخلص الكولشيسين
- سكب التحضير على الشريحة مما يؤدي إلى صبغيات في مستوى واحد
- قطع صورة مجسمة وترتيب النتيجة إلى مخطط لا يقبل الجدل.

استغرقت التجارب حتى عام 1956 حيث أصبح التأكد عموما أن علم النواة الخلوية للإنسان يشمل 46 صبغيا فقط. فيما تحتوي القردة العليا على 48 صبغيا. كُوّن الصبغي البشري 2 باندماج صبغيات الأجداد، ما يقلل من العدد.

## تطبيقات في علم الأحياء

### نبات الذرة والإكتشافات
بدأت باربرا مكلنتوك حياتها المهنية خبيرةَ في علم الوراثة الخلوية. في عام 1931، أثبتت كل من مكلنتوك وهارييت كريتون أن إعادة التركيب الخلوي للصبغيات الواضحة مرتبط بإعادة تكوين الصفات الوراثية (الجينات). واصلت ماكلينتوك أثناء دراستها في معهد كارنيجي للعلوم دراسة آليات تكسر الصبغيات وانشطار الاندماج في نبات الذرة. وقد حددت حالة تكسر لصبغي معين يحدث دائمًا في نفس المكان على صبغي الذرة رقم 9، الذي أطلقت عليه اسم "Ds" أو «التفكك». واصلت ماكلنتوك مسيرتها المهنية في علم الوراثة الخلوية من خلال دراسة الميكانيكا ووراثة الصبغيات المكسورة والخلوية (الدائرية) لنبات الذرة. وخلال عملها الوراثي الخلوي، اكتشفت الجين القافز وهو اكتشاف حدى بها إلى الفوز بجائزة نوبل لعام 1983.

## مستقبل علم الوراثة الخلوية
حاليا تركز التطورات العلمية في علم الوراثة الخلوية على علم الوراثة الخلوية الجزيئي، وتقنيات علم النواة الخلوية الافتراضي، مثل نسق التهجين الجينومي المقارن (CGH) ونسق تعدد أشكال النوكليوتيدات المفردة.

## المَراجع
Basics of medical Genetics 2nd Edition - Alexandria University Faculty of Medicine